# Schlacht am Mons Gindarus
Die Schlacht am Mons Gindarus oder Schlacht von Kyrrhestika 38 v. Chr. war eine bewaffnete Auseinandersetzung zwischen dem Römischen und dem Partherreich im großsyrischen Distrikt Cyrrhestica während des zweiten Partherkriegs.

## Vorgeschichte
Nach der römischen Niederlage unter Crassus in der Schlacht bei Carrhae 53 v. Chr. unternahmen parthische Streitkräfte eine Reihe von Plünderungszügen in römisches Territorium. Der Proquästor Gaius Cassius Longinus, ein Überlebender der Schlacht, übernahm die Verteidigung der Grenze gegen diese Einfälle.
40 v. Chr. kehrten die Parther mit einer noch größeren Streitmacht zurück. Auch der rebellische Römer Quintus Labienus stand in ihren Diensten. Diese Armee besiegte den Statthalter von Syrien und rückte vor, um die Provinz zu überrennen. Viele der römischen Soldaten in Syrien waren Veteranen aus dem Bürgerkrieg gegen Marcus Antonius, und viele von ihnen liefen zu ihrem Mitrepublikaner Labienus über, was Roms Position im Osten weiter schwächte.
Um die parthischen Gewinne auszugleichen, übergab Antonius dem Publius Ventidius Bassus das Kommando über elf Legionen. Ventidius lernte aus Crassus’ Fehlern und stellte sicher, dass seine Truppen über ausreichend Bogenschützen und Steinschleuderern als Gegengewicht zu den mobilen berittenen parthischen Bogenschützen verfügten. Er erkannte auch, dass flacher Grund den parthischen Reitern einen Vorteil verschaffte, während hügeliges Terrain ihren Vorteil neutralisierte.

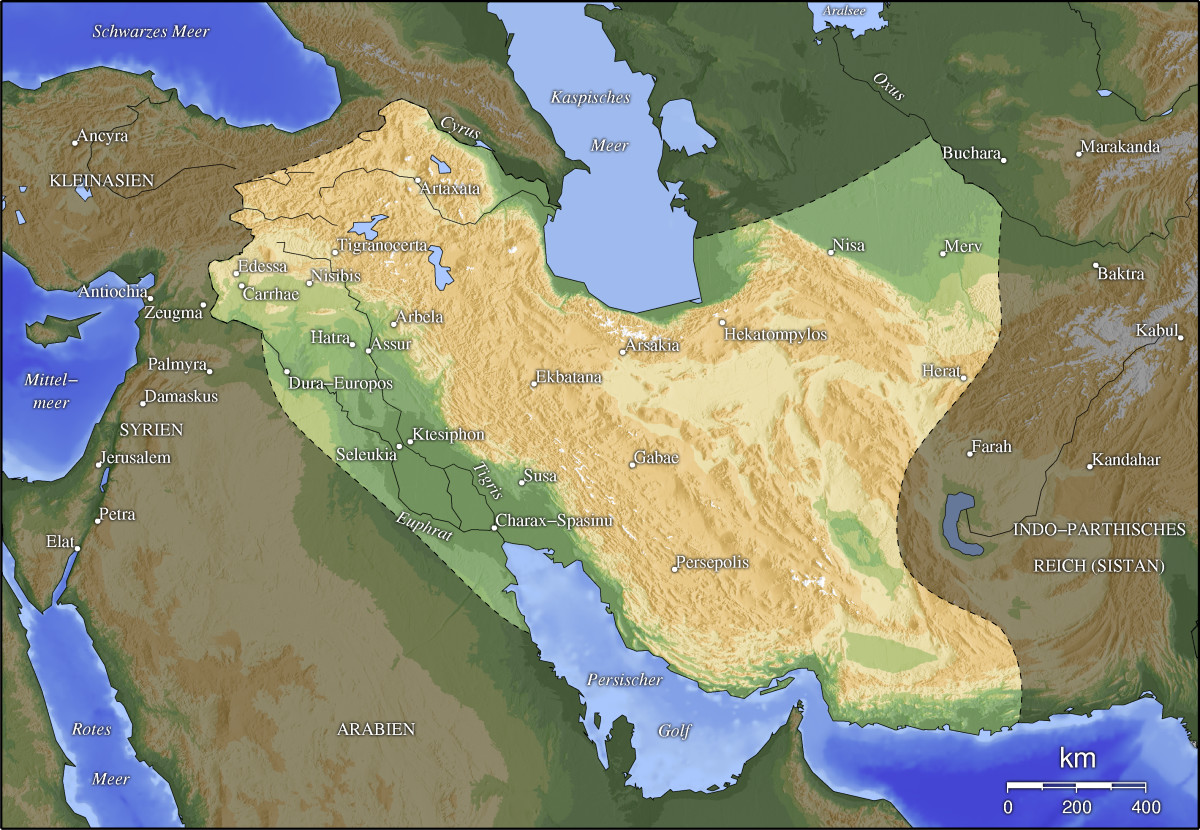
Ungefähre Ausdehnung des Partherreichs

Ventidius Bassus besiegte Quintus Labienus und den parthischen General Phranipates 39 v. Chr. in Kleinasien. Labienus versuchte, verkleidet zu fliehen, doch wurde er von Ventidius’ Streitkräften gefangen genommen und hingerichtet. Die Parther waren gezwungen, sich zum Amanus-Pass zurückzuziehen, wo sie sich wieder Ventidius’ Truppen gegenübersahen. Die Römer gingen aus der Schlacht siegreich hervor, und die Parther verließen Syrien.

## Die Schlacht
Nach diesem Rückschlag unternahmen die Parther 38 v. Chr. eine weitere Invasion in Syrien unter Führung des Pakoros, des Sohnes König Orodes’ II. Ventidius ließ Pakoros, um Zeit zu gewinnen, falsche Informationen zukommen, welche andeuteten, er solle den Euphrat an der gewöhnlichen Furt überqueren. Pakoros vertraute der Nachricht nicht und beschloss, viel weiter flussabwärts über den Strom zu setzen; dies ermöglichte es Ventidius, sich vorzubereiten.
Die Parther überquerten den Euphrat unbehindert und marschierten zum Städtchen Gindarus in Kyrrhestika, im Glauben, die Römer seien zu feige oder zu schwach, sich dem Kampf zu stellen, da sie ihre Flussüberquerung nicht zu unterbinden versucht hatten.
Als die Parther nach Gindarus kamen, welches auf einem kleinen Hügel lag, fanden sie die römische Armee in Schlachtordnung auf den Hängen aufgestellt. Die Parther griffen überstürzt an – ob sie auf Befehl des Pakoros anstürmten oder sich spontan dazu entschlossen, ist unklar. Jedenfalls befahl Ventidius seinen Truppen, die den Vorteil einer erhöhten Position besaßen, die vorrückenden berittenen Bogenschützen zu attackieren. Die Reiter wurden in ein Handgemenge mit den Legionären verwickelt und erlitten hohe Verluste, da sie nicht für den Nahkampf ausgerüstet waren. Schließlich brach ihr Kampfgeist, und Panik verbreitete sich, viele der berittenen Bogenschützen wurden nach unten getrieben, wo sie in ihrer hoffnungslosen Flucht mit ihren Kameraden zusammenstießen. Die parthische schwere Kavallerie am Fuß des Hügels wurde von den Legionäre eingekesselt. Anstatt direkt anzugreifen, machte Ventidius von seinen Schleuderern Gebrauch, um einen Geschosshagel auf die Kavalleristen regnen zu lassen, die Pakoros persönlich anführte. Nachdem die Blockade aufgehoben wurde, rückten die Legionäre ein und konnten den Prinzen wegen seiner Standarte und der teuren Rüstung bald identifizieren. Pakoros wurde zusammen mit seiner Leibwache erschlagen, und die verbleibenden Parther versuchten, der Umkreisung zu entfliehen, was nicht allen gelang. Im Ganzen war es ein vollständiger Sieg für die Römer.

## Nachspiel
Ventidius hatte vorausgesehen, dass die Parther bei einer Niederlage dahin zu fliehen versuchen würden, wo sie hergekommen waren, und so ließ er Infanterie und Kavallerie auf ihrem Weg zurück zum Euphrat auf sie warten. Die fliehenden Parther wurden gefangen genommen und vernichtet. Ventidius hatte durch seinen Sieg über Pakoros’ große Armee Roms östliche Provinzen gesichert. Er hätte die Parther weiter verfolgen können, wollte aber Antonius’ Eifersucht nicht auf sich ziehen und unterwarf stattdessen die Aufständischen.